# Coupe de la Ligue de Gibraltar de football 2014-2015
Navigation
Édition précédente
L'édition 2014-2015 de la Coupe de la Ligue de Gibraltar de football, appelée aussi Premier Cup ou Senior Cup, est la deuxième édition de la Coupe de la Ligue de Gibraltar de football.

## Format
Les huit équipes participantes sont divisées en deux groupes de quatre. Chacune des équipes de chaque groupe s'affronte entre eux une fois pour un total de trois matchs chacun. Les deux premières équipes des deux groupes avancent en demi-finales. Les deux vainqueurs des demi-finales s'affrontent en finale pour déterminer le vainqueur de la compétition.
Tous les matchs se sont joués au Victoria Stadium.

## Équipes participantes
Les équipes participantes sont les huit clubs participant à la Premier Division 2014-2015, qui sont :
- Britannia XI
- College Europa
- Glacis United
- Lincoln Red Imps
- Lions Gibraltar
- Lynx FC
- Manchester 62
- St Joseph's FC

## Résultats

### Groupe A
| Rang | Équipe           | Pts | J | G | N | P | Bp | Bc | Diff |  | Résultats (▼ dom., ► ext.) | LIN | LIO | LIN | M62 |
| ---- | ---------------- | --- | - | - | - | - | -- | -- | ---- |  | -------------------------- | --- | --- | --- | --- |
| 1    | Lincoln Red Imps | 9   | 3 | 3 | 0 | 0 | 12 | 1  | +11  |  | Lincoln Red Imps           |     |     | 3-0 | 3-1 |
| 2    | Lions Gibraltar  | 4   | 3 | 1 | 1 | 1 | 3  | 8  | -5   |  | Lions Gibraltar            | 0-6 |     | 2-1 | 1-1 |
| 3    | Lynx FC          | 3   | 3 | 1 | 0 | 2 | 3  | 5  | -2   |  | Lynx FC                    |     |     |     |     |
| 4    | Manchester 62    | 1   | 3 | 0 | 1 | 2 | 2  | 6  | -4   |  | Manchester 62              |     |     | 0-2 |     |

### Groupe B
| Rang | Équipe         | Pts | J | G | N | P | Bp | Bc | Diff |  | Résultats (▼ dom., ► ext.) | COL | STJ | BXI | GLA |
| ---- | -------------- | --- | - | - | - | - | -- | -- | ---- |  | -------------------------- | --- | --- | --- | --- |
| 1    | College Europa | 9   | 3 | 3 | 0 | 0 | 8  | 1  | +7   |  | College Europa             |     |     |     |     |
| 2    | St Joseph's FC | 6   | 3 | 2 | 0 | 1 | 12 | 2  | +10  |  | St Joseph's FC             | 0-1 |     |     |     |
| 3    | Britannia XI   | 3   | 3 | 1 | 0 | 2 | 2  | 9  | -7   |  | Britannia XI               | 0-3 | 1-6 |     | 1-0 |
| 4    | Glacis United  | 0   | 3 | 0 | 0 | 3 | 1  | 11 | -10  |  | Glacis United              | 1-4 | 0-6 |     |     |

### Demi-finales
Les demi-finales se sont déroulés le samedi 24 janvier 2015.
| Équipe 1         | Score              | Équipe 2        |
| ---------------- | ------------------ | --------------- |
| Lincoln Red Imps | 1 - 5              | St Joseph's FC  |
| College Europa   | 1 - 1 ap 6 - 5 tab | Lions Gibraltar |

### Finale
La finale s'est déroulé le samedi 14 février 2015.
| Équipe 1       | Score    | Équipe 2       |
| -------------- | -------- | -------------- |
| St Joseph's FC | 1 - 2 ap | College Europa |